# باتاوة دلي تا (لوداب)
باتاوة دلي تا (بالفارسية: پاتاوه دلی‌تا) هي قرية تقع في إيران في قسم لوداب الريفي. يقدر عدد سكانها بـ 14 نسمة .